# Compacta nigrolinealis
Compacta nigrolinealis là một loài bướm đêm trong họ Crambidae.